# Binn na bPórt
Binn na bPórt (englisch Benagh Fort, meist auch teilanglisiert Binn na Port) ist ein Binnenland-Promontory-Fort aus der Eisenzeit. Die Fundstelle liegt am gleichnamigen Berg im Townland Cluain Searrach (englisch Cloonsharragh) in der Nähe der Berge Binn Fhaiche (englisch Benagh) und Slieve Bronach auf der Dingle-Halbinsel im County Kerry in Irland. 
Erst 1984 wurde das Promontory Fort von Barry Raftery (1944–2010) nach seiner Entdeckung durch Steve MacDonogh als solches bestätigt. Das spektakulär über 800 m hoch gelegene Fort dominiert die Landschaft. Es liegt auf einem wenig mehr als 12 m breiten Grat mit steilen Klippen auf der Nord- und Südseite. Der Grat verengt sich auf der Westseite und fällt steil ab. Er wird wie der Bug eines umgedrehten Bootes beschrieben. 
Der Pilgerpfad zum 962 m hohen Mount Brandon führt über den unteren Hang des Binn na bPórt. Ein paar hundert Meter über dem Pilgerpfad befindet sich eine niedrige Mauer. Auf dem Gipfel des Binn na bPórt besteht die Hauptbefestigung aus zwei großen Steinmauern, die die Breite des Vorgebirges einnehmen. Die über 100 Meter lange Außenmauer ist am besten auf der südlichen Seite erhalten. Die über zwei Meter hohe und einen Meter dicke Mauer besteht überwiegend aus großen Sandsteinblöcken. Der Bereich, der wahrscheinlich den Zugang bildete, ist noch erkennbar. Im mittleren Abschnitt ist die Mauer im Laufe der Zeit zusammengebrochen. Auf der Nordseite des Berges ist der Mauerrest etwas niedriger. 
Etwa 120 m westlich dieser Außenmauer in Richtung Gipfel liegt die zweite über 30 m lange Nord-Süd orientierte Mauer. Außerhalb der Mauer ist eine Stufe im Grat. Sie könnte natürlich sein, aber es ist möglich, dass sie Teil der Befestigung ist. Außerhalb der Mauer ist ein weiteres Annäherungshindernis vorhanden. Scharfkantige Platten aus hochstehenden Felsen bilden einen Cheval de frise wie er auch am Dun Aenghus auf der Aran-Insel Inishmore zu sehen ist.
Auf der Dingle-Halbinsel liegt mit Caherconree ein zweites Binnenland-Fort, auf 625 m Höhe am Slieve Mish.